# Vittorio Sainati
Vittorio Sainati (Pisa, 1926 – Pisa, 2003) è stato un filosofo italiano.
Suo padre, il critico letterario Augusto Sainati, lo aveva indirizzato dapprima verso la laurea in Lettere; in seguito Vittorio Sainati si laureò in Filosofia all’Università di Pisa, frequentando altresì i corsi della Scuola Normale Superiore. Questo felice connubio di interessi orientò la prima fase della sua ricerca verso studi di estetica, che si concretizzarono nel libro L’estetica di Benedetto Croce. Dall’intuizione visiva all’intuizione catartica (Firenze, Le Monnier, 1953).

## Biografia
Vittorio Sainati studiò nei primi anni del secondo dopoguerra all'università di Pisa, dove fu allievo del filosofo cattolico, ma di matrice gentiliana, Armando Carlini. Dal maestro mutuò, da un lato, il forte antidogmatismo, e dall'altro la sensibilità prettamente cristiana, non riducibile a princìpi di stampo metafisico. Sotto la guida di Carlini, Sainati cominciò a occuparsi di autori come Aristotele e John Locke. Del filosofo inglese Sainati approntò la traduzione del First Draft del Saggio sull’intelligenza umana (Bari, Laterza, 1951; poi, in edizione separata, Roma-Bari, Laterza, 1985), in appendice alla traduzione carliniana del Saggio. Di Aristotele, di cui Carlini aveva tradotto presso Laterza la Metafisica, Sainati pubblicò un’antologia commentata dell'Organon (Firenze, Le Monnier, 1971).
Dopo un periodo come docente nei Licei statali, Sainati avviò la sua attività di insegnamento all’Università di Pisa, come professore prima di Storia della filosofia medievale, poi di Filosofia morale, poi di Logica, infine di Filosofia teoretica. Questa poliedricità di interessi era la cifra del suo stile di ricerca, caratterizzato da notevole rigore scientifico e insieme da competenze pluridisciplinari.
Si occupò poi di storia della filosofia medievale, accostandosi al pensiero di Tommaso d’Aquino con un approccio ben diverso da quello della neoscolastica (in ciò condividendo la polemica di Carlini con Francesco Olgiati). In conseguenza di ciò elaborò un’interpretazione più storicamente fondata del pensiero dell’Aquinate, che gli consentì di evidenziare il mutamento del paradigma epistemologico tomista rispetto ai modelli teologici precedenti e ai dibattiti tardo-medievali sulla natura divina (cfr. Il problema della teologia nell’età di S. Tommaso, Messina-Firenze, D'Anna, 1977; nuova edizione Pisa, ETS, 2011).
Nell'ambito della storia della logica, Sainati elaborò un'interpretazione in chiave genetico-evolutiva dell'Organon di Aristotele, ispirandosi in parte a Werner Jaeger, in modo da mettere in risalto l'evoluzione interna del pensiero logico di Aristotele e anche le stratificazioni cronologiche dei diversi trattati che compongono l'Organon. Esemplare è la sua Storia dell’“Organon” aristotelico, I, Dai “Topici” al “De Interpretatione”, Firenze, Le Monnier, 1968; seconda edizione ampliata, Pisa, ETS 2011; II, L’Analitica, Parte I: La crisi epistemologica della Topica, Firenze, Le Monnnier 1973. Di rilievo sono anche i saggi raccolti nella prima sezione di Logica e filosofia, Pisa, ETS, 2000). Alcuni di questi testi sono stati anche tradotti in tedesco.
In ambito morale, politico e filosofico-religioso svolse acute riflessioni, connesse anche al suo impegno civile. Lo testimoniano l'attività politica negli anni della ricostruzione post-bellica e l’impegno, in ambito cattolico, durante il Concilio Vaticano II e negli anni post-conciliari. Impegno che si tradusse anche in una serie di confronti e di controversie con altri intellettuali di matrice cattolica, come Luigi Pareyson, Severino Dianich e Claude Geffré. Ne sono prova gli scritti di carattere filosofico-religioso contenuti in Credere, oggi (Roma, La Nuova Italia scientifica, 1997), nonché i saggi raccolti nel volume Dall’idealismo all’ermeneutica (Pisa, ETS, 2000, dove spicca l'articolo "Libertà, potere e autorità", già pubblicato a Genova nel 1979).
Nel 1981, con l'amico e collega Renzo Raggiunti, fondò la rivista Teoria.

## Opere
- L’estetica di Benedetto Croce. Dall’intuizione visiva all’intuizione catartica, Firenze, Le Monnier, 1953.
- Armando Carlini, Torino, Edizioni di Filosofia, 1961.
- Storia dell’“Organon” aristotelico, I, Dai “Topici” al “De Interpretatione”, Firenze, Le Monnier, 1968; nuova edizione ampliata, a cura di Mauro Mariani, Pisa, ETS 2011.
- Storia dell’“Organon” aristotelico, II, L’Analitica, Parte I: La crisi epistemologica della Topica, Firenze, Le Monnier, 1973.
- Il problema della teologia nell’età di San Tommaso, Messina-Firenze, D'Anna, 1977; nuova edizione, a cura di Adriano Fabris, Pisa, ETS, 2011.
- Libertà, potere, autorità, Genova, ECIG, 1979.
- Credere, oggi. Cristianesimo e teologia verso il Duemila, Roma, La Nuova Italia Scientifica, 1997 (contiene i saggi: Morte e trasfigurazione della metafisica / Il romanzo dell’identità. Metafisica ed ermeneutica / La decomposizione dell’“interiorità” come categoria filosofica / Fatto e parola. La crisi ermeneutica della teologia neo-tridentina / Metafisica e teologia della parola / Filosofia e teologia kerygmatica / Nichilismo, religione, Vangelo / Il mito cristiano / Precauzioni filosofiche per la teologia del Duemila / Teologia e verità. Il problema della traduzione teologica).
- Logica e filosofia, Pisa, ETS, 2000 (contiene i saggi: Tra Parmenide e Protagora. Le premesse storiche della logica greca / La matematica della scuola eudossiana e le origini dell’apodittica aristotelica / La teoria aristotelica dell’apodissi (Introduzione ad An. Post., A) / La sillogistica modale aristotelica: problemi storici e teorici / Per una nuova lettura della sillogistica modale aristotelica / L’epistemologia “fisica” di Aristotele / Sulla logica leibniziana / Leibniz e la verità / Verità e modalità in Leibniz).
- Idealismo e neohegelismo, Pisa, ETS, 2000.
- Dall’idealismo all’ermeneutica, Pisa, ETS, 2000 (contiene i saggi: Il mito dell’assoluto e la problematicità dell’esistenza / La crisi della filosofia contemplativa / La fenomenologia, o la conclusione della filosofia metafisica / Lo “spiritualismo dinastico” e la sua formula dinastica: Carlini-Guzzo-Sciacca / Aspetti e problemi dello spiritualismo di Armando Carlini / Armando Carlini e Ugo Spirito: una concordia (fortemente) discors / Libertà, potere, autorità /Mitologia moralistica e filosofia della logica nel “Sistema di logica” di Giovanni Gentile / Gentile e Gödel / Il ritorno dell’identità nel “Sistema di logica” di Giovanni Gentile / Mito e filosofia nella logica di Giovanni Gentile / Attualismo ed esistenzialismo / Discorso critico sulla teoria della formatività / Ermeneutica e traduzione. Il problema della traduzione filosofica / L’estetica di Benedetto Croce come ermeneutica dell’esperienza letteraria).
- Cattolicesimo e filosofia, in “Teoria”, XXI, 2001/2, pp. 3-16.
- Oltre il dictum del testo, in “Teoria”, XXIII, 2003/1, pp. 3-14.